# Rosalinda (Mario)
Rosalinda, chiamata Rosetta (ロゼッタ?, Rozetta) in giapponese e Rosalina in inglese, è un personaggio del franchise di Mario, apparsa per la prima volta nel gioco per Wii Super Mario Galaxy del 2007.
Vive sull'Osservatorio Cometa facendo da madre agli Sfavillotti (piccole creature a forma di stella).
La storia di Rosalinda all'inizio del gioco è avvolta nel mistero, ma in seguito si verrà a conoscenza del suo passato quando il giocatore, nei panni di Mario o Luigi, entrerà nella Biblioteca, ascoltando così la ragazza che narra la sua storia agli Sfavillotti.
In Mario Kart Wii, è accompagnata da uno Sfavillotto giallo che le vola attorno. In questo gioco Rosalinda fa parte dei personaggi sbloccabili ed è sbloccabile guadagnando almeno una stella nella classe speculare o avendo un salvataggio di Super Mario Galaxy.
Fa tre apparizioni anche nel seguito del primo gioco in cui è apparsa, Super Mario Galaxy 2: la prima a 71 stelle, la seconda a 120 e la terza a 242. La prima comparsa avviene insieme al suo Osservatorio Cometa dopo la sconfitta di Bowser, comparsa nella quale accoglie nuovamente nella sua astronave lo Sfavillotto smarrito che fino a quel momento aveva viaggiato nel cappello di Mario. La seconda avviene sotto forma di finale segreto: Rosalinda è ripresa nella Biblioteca dell'Osservatorio mentre racconta agli Sfavillotti, tra i quali spicca quello smarrito con il cappello di Mario, la storia delle Comete Verdi, più comunemente dette Stelle Verdi. La terza, infine, la vede consegnare la 242ª Superstella all'eroe dopo che questi avrà affrontato la sfida della Galassia Leggendaria sotto gli effetti nefasti della Cometa Pericolo; dopo questa apparizione diventerà una presenza stabile nell'Astronave Mario.

## Apparizioni
- Super Mario Galaxy - Wii - 2007
- Mario Kart Wii - Wii - 2008
- Super Mario Galaxy 2 - Wii - 2010 (verrà in aiuto di Mario sotto forma di "ombra scura" se non sarà in grado di completare un circuito per raggiungere la Superstella)
- Mario Kart 7 - Nintendo 3DS - 2011
- Super Mario 3D World - Wii U - 2013
- Mario Kart 8 - Wii U - 2014
- Super Smash Bros. Wii U e 3DS - Wii U e Nintendo 3DS - 2014
- Mario Party 10 - Wii U - 2015
- Mario Tennis: Ultra Smash - Wii U - 2015
- Super Mario Maker - Wii U - 2015
- Minecraft: Wii U edition - Wii U - 2016
- Mario & Sonic ai Giochi Olimpici di Rio 2016 - Wii U, Nintendo 3DS, Arcade - 2016
- Mini Mario & Friends: Amiibo Challenge - Wii U - 2016
- Mario Party: Star Rush - Nintendo 3DS - 2016
- Mario Sports Superstars - Nintendo 3DS - 2017
- Mario Kart 8 Deluxe - Nintendo Switch - 2017
- Minecraft: Nintendo Switch Edition - 2017 - Nintendo Switch
- Super Mario Odyssey - 2017 (compare nel Lato Tetro e nel Lato Oscuro una versione 8-bit di Rosalinda)
- Mario Tennis Aces - Nintendo Switch - 2018
- Super Mario Party - Nintendo Switch - 2018
- Super Smash Bros. Ultimate - Nintendo Switch - 2018
- Mario Kart Tour - iOS, Android - 2019
- Mario e Sonic ai Giochi Olimpici di Tokyo 2020 - Nintendo Switch - 2019
- Mario Strikers: Battle League Football - Nintendo Switch - 2022
- Super Mario party jamboree - Nintendo Switch - 2024

## Storia
La storia di Rosalinda viene raccontata, passo dopo passo, da lei stessa, all'interno della Libreria dell'Osservatorio: procedendo nell'avventura si sbloccheranno nuovi capitoli aggiuntivi, che permettono di proseguire la storia. Visitando la Libreria, quando è disponibile un capitolo, si assisterà ad un filmato di Rosalinda che racconta la storia ad alcuni Sfavillotti. Il primo capitolo inizia con una giovane ragazza, che vive nel Regno dei Funghi. Un giorno ritrova una piccola navicella spaziale, molto simile ad un ufo fungo, ed incontra per la prima volta uno Sfavillotto. Quest'ultimo è in lacrime e la giovane cerca di rincuorarlo, cercando di capire cosa gli è successo. Il piccolo Sfavillotto cerca la sua Mamma, dispersa nelle galassie, e cerca di convincere la ragazza per aiutarlo.
La giovane gli promette di aiutarlo. La sera stessa, la ragazza utilizza il telescopio di suo padre per ammirare le stelle, e cercare qualche traccia della mamma di Sfavillotto, ma di lei non c'è nemmeno l'ombra. Successivamente, la giovane decide di utilizzare la navicella di Sfavillotto per raggiungere le galassie e di esplorare il cielo insieme al suo nuovo amico, cercando di ritrovare la sua mamma. Durante il viaggio, la giovane inizia ad avere fame e pensa alle provviste che si è portata dietro: un telescopio, del cibo, il suo coniglio di peluche preferito e dell'acqua. Questo non bastava per entrambi, ma lo Sfavillotto la incoraggia, spiegandole che si nutre di Astroscheggie.
Non sapendo cosa potessero essere, lo Sfavillotto spiega alla sua nuova amica che le Astroscheggie sono buonissime e decidono di muoversi nello spazio per raccoglierne una grande quantità. Viaggiando nelle galassie, i due amici vedono una bellissima cometa luminosa e molto grande. Per fermarsi un po' decidono di fare sosta su di essa. La ragazza inizia a camminare su questa cometa e scopre che ha un suolo di ghiaccio e nasconde delle Astroscheggie che Sfavillotto trova dopo poco. Infine decidono di riposare per poi ritornare a cercare la mamma di Sfavillotto. Una notte, la giovane ragazza sogna sua madre, molto simile a lei. Durante il sogno, la madre spiega che non deve avere timore, viene sempre protetta da lei giorno e notte e le è accanto in ogni momento. Risvegliandosi, la ragazza è in lacrime e Sfavillotto cerca di rincuorarla.
Cercando di resistere, il piccolo Sfavillotto non riesce a contenere le sue lacrime, e piange pensando a sua madre. Riprendendosi, la ragazza è decisa più che mai ad aiutare il suo amico per ritrovare la mamma. Il giorno seguente i due iniziano a creare una piccola abitazione sulla cometa, utilizzando tutti gli accessori che potessero essere d'aiuto. Crearono una libreria, una cucina, un corridoio e quant'altro. Terminata la casa, si accorsero che forse era un po' troppo grande per due piccoli residenti come loro. La sera stessa la ragazza si addormentò all'interno della casa, tenendo stretto il suo coniglio di peluche. Il giorno successivo, la ragazza decide di prendersi un tè fuori casa, e si accorge di un nuovo pianeta, dalla forma e dal colore simile ad un'arancia, apparso all'orizzonte.
Proprio da lì, uno Sfavillotto dello stesso colore del pianeta, si presenta davanti alla ragazza, e lei si chiede stupita quanti Sfavillotti sono presenti in quel pianeta. Dopo averlo conosciuto, lo Sfavillotto giallo esclama a voce alta "La mia Mamma! La mia Mamma!" girando intorno alla ragazza. Improvvisamente, da quel pianeta partirono tanti Sfavillotti, che raggiunsero la giovane e circondandola esclamarono "La mia Mamma!". La ragazza era così felice che non smise mai di ridere. "Non preoccupatevi, troverò un nome per tutti" esclamò la ragazza, e tutti insieme decisero di abitare nella casa. La notte, una cometa passò sopra la casa della ragazza, che decise di osservarla meglio utilizzando il telescopio del padre. Dopo averlo posizionato, in compagnia dello Sfavillotto, iniziò a scrutare il cielo per sapere dove sarebbe arrivata quella cometa.
Seguendola, scoprì un piccolo regno, molto familiare, ed è proprio lì che la cometa cadde. Osservando più da vicino, vide un albero molto grande: quell'albero era presente nel suo regno d'origine. Si ricordò di quando lo raggiunse di notte, per vedere le stelle cadenti con suo padre, si ricordò delle sciate con suo fratello, partendo proprio accanto all'albero e si ricordò di quando fece i pic-nic nelle giornate soleggiate, con sua madre. Sommersa dai ricordi, la ragazza iniziò a piangere davanti a tutti gli Sfavillotti, ignari di quello che stava succedendo. "Voglio tornare a casa!" esclamò la giovane urlando, "voglio tornare a casa!". Il suo viso era pieno di lacrime e capì che sua madre non era realmente in cielo, ma riposava sotto quell'albero maestoso.
Il suo grido fece eco e tutto divenne terribilmente silenzioso. Cercando di consolare la ragazza, Sfavillotto fece il possibile per cercare di non farla piangere, fino a quando decise di farle una sorpresa. "Ho un'idea!" esclamò lo Sfavillotto con il sorriso sul viso, "mi trasformerò in una cometa" disse, per far tornare un po' di sorriso alla ragazza. Con una fragorosa esplosione, lo Sfavillotto forma una bellissima cometa, che solca i cieli dell'Universo. La ragazza, smettendo di piangere, domandò ad altri Sfavillotti come poteva essere possibile un fatto del genere. Il destino degli Sfavillotti è di trasformarsi in cose differenti, l'uno dall'altro. "Stelle, Comete, Pianeti... è questo il nostro destino!" spiegò uno Sfavillotto.
Successivamente, tutti insieme girarono intorno alla ragazza, urlando "non piangere Mamma!". La ragazza ringraziò, piangendo di felicità, cercando di abbracciarli tutti insieme. Il giorno seguente, Rosalinda decise di preparare in cucina una torta buonissima, per organizzare una festa dedicata a tutti gli Sfavillotti. I suoi nuovi amici la aiutarono a cercare gli ingredienti giusti per creare una torta fantastica. Prendendo un pezzetto di cibo per un piccolo Sfavillotto, disse "Questa ora è la mia famiglia, e mi prenderò cura di tutti voi". Quella stessa notte, la ragazza ricordò la sua casa e il suo pianeta nativo, dove magari, in un giorno futuro, farà ritorno.

## Descrizione
Magra e slanciata, Rosalinda solitamente indossa un vestito color verde acqua e celeste chiaro, delle scarpe con i tacchi di colore argento, ha gli occhi anch'essi verde acqua, i capelli di un color biondo platino, una coroncina argentata simile a quella di Peach e Daisy con le pietre avanti e dietro color ciliegia e quelle ai lati di color verde acqua, dello smalto lilla sulle unghie, e brandisce una sorta di bacchetta magica. Quando in Mario Kart Wii viene selezionata Rosalinda su una moto, indosserà una tuta sportiva di colore verde acqua/bianco. Porta orecchini pendenti a forma di stella a quattro punte di colore oro.

### Baby Rosalinda
In Mario Kart 8 del 2014 compare inoltre per la prima volta la controparte giovane di Rosalinda, Baby Rosalinda. Anche la bambina ha un vestito color celeste, capelli biondi chiarissimi ed è magra, ma rispetto a Rosalinda è molto più bassa e porta un ciuccio in bocca.

## Sviluppo del personaggio
In un'intervista, Shigeru Miyamoto ha dichiarato di aver pianificato il consueto rapimento della Principessa Peach, ma «aveva anche un altro cast di personaggi, una principessa dallo spazio e la sua famiglia di stelle parlanti, che avevano una storia più profonda e più triste che veniva rivelata attraverso eleganti scene da libri illustrati durante il gioco». Questo libro di fiabe era stato scritto da Yoshiaki Koizumi a tarda notte in modo che nessuno lo scoprisse. In seguito, egli dichiarò che «per molto tempo, raccontare una storia in un gioco di Mario era qualcosa che non era permesso». Durante un'intervista con Koizumi sullo sviluppo di Super Mario Galaxy, spiegò che in origine Rosalinda doveva essere imparentata con Peach, ma in seguito venne deciso di non farlo. Il personaggio è stato doppiato da Mercedes Rose fino a Mario Kart 7 del 2011, in cui è stata doppiata da Kerri Kane. Laura Faye Smith ha fornito la voce del personaggio in tutte le apparizioni successive, ad eccezione di Mario Golf: World Tour, Super Smash Bros. per Nintendo 3DS e Wii U, Mario Kart Arcade GP DX, parte di Mario Sports Superstars, Mario Tennis Aces e Super Smash Bros. Ultimate, che utilizzano ancora la voce di Kerri Kane.